# Moricandia arvensis
Moricandia arvensis, la berza arvense o collejón, es una especie de planta anual o perenne, con tallos erectos, pero muy flexibles, de hasta 75 cm de altura que florece entre los meses de septiembre y junio. Es un vegetal oportunista, adaptado a la degradación y nitrificación de suelo.

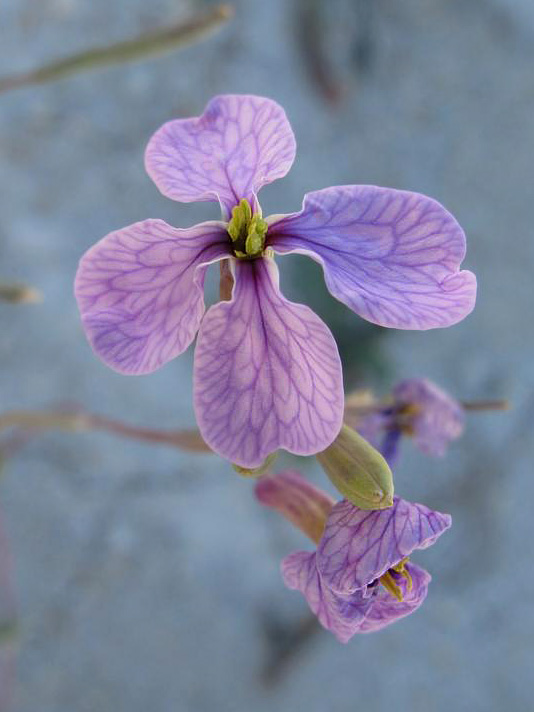
Flor de Moricandia arvensis.

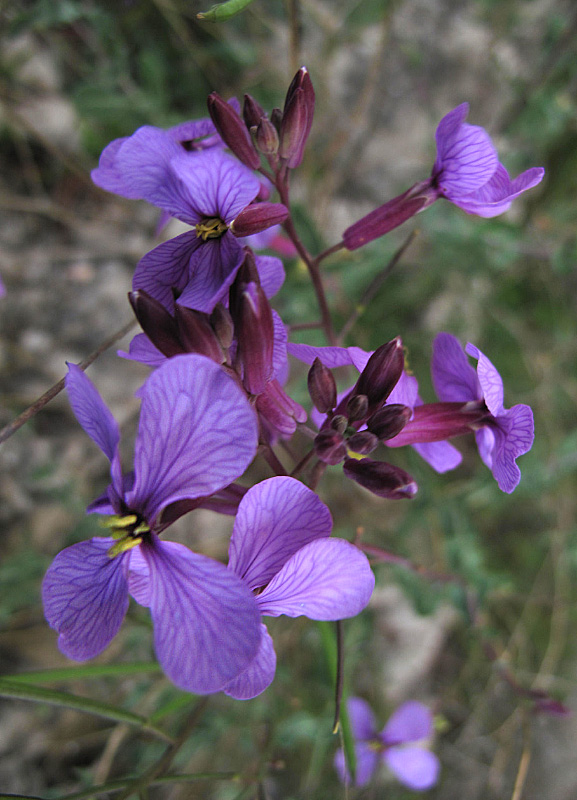
Flores y capullos de Moricandia arvensis.

## Características
Las hojas basales, de unos 5 cm no se disponen en roseta y tienen un contorno acorazonado y ápice obtuso, que se puede volver agudo en las del tallo. La inflorescencias en racimos florales apicales con 10 a 20 flores. Pétalos de hasta 3 cm de color lila, aunque en verano son blanquecinos debido a mostrar plasticidad fenotípica. Sépalos gibosos en la base. El fruto es una silicua recta, erecta y comprimida. 

## Distribución y hábitat
Crece en todo tipo de suelos, sobre todo en los calizos. Es una planta terófita (Crecimiento rápido y ciclo vital corto) que se encuentra en el Sahara y África del norte. También aparece en España, particularmente en el sudeste.

## Taxonomía
Moricandia arvensis fue descrito por Augustin Pyrame de Candolle y publicado en Regni Vegetabilis Systema Naturale 2: 626–627. 1821.
Etimología
Moricandia: nombre genérico nombrado para este género en honor del botánico Moïse Étienne Moricand (Moric.) (1780-1854), cuando Augustin Pyrame de Candolle (DC.) desglosó este género del de Brassica.
arvensis: epíteto latino que significa "cultivado en el campo".
Sinonimia
- Agrosinapis arvensis Fourr.
- Brassica arvensis L.
- Brassica moricandia Boiss.
- Brassica purpurea Mill.
- Crantzia frutescens Lag. ex DC.
- Diplotaxis arvensis (L.) Bluff, Nees & Schauer
- Diplotaxis brassiciformis Koch ex Boiss.
- Eruca arvensis (L.) Noulet
- Erucastrum decandollii Schimp. & Spenn.
- Farsetia ramosissima var. garamantum Maire
- Hesperis arvensis (L.) Cav.
- Moricandia divaricata Coss.
- Moricandia longirostris Pomel
- Sinapis mesopotamica Spreng.
- Turritis arvensis (L.) R.Br.[5]